# Albert Celades i López
Albert Celades López (Barcelona, 29 de setembre de 1975) és un exfutbolista i entrenador català. Ha estat entrenador del València CF.

## Biografia
Nascut a Barcelona el 1975, quan tenia set anys la seva família va anar a viure a Andorra. Hi va viure a Andorra fins als 13 anys, quan va tornar a Barcelona per a ingressar a les categories inferiors del Futbol Club Barcelona. En tornar a la capital catalana va viure a la casa dels seus tiets, mentre els seus pares van continuar vivint a Andorra. A la Masia, on es va formar com a jugador de futbol, l'anomenaven "l'andorrà". Va formar part de l'anomenada "Quinta del Mini" juntament amb jugadors com Roger Garcia, Toni Velamazán o Iván de la Peña.
Debutà amb el primer equip la temporada 1995/96, de la mà de Johan Cruyff, contra el Reial Madrid (1-1), jugant regularment amb el FC Barcelona durant les següents temporades, arribant a marcar 4 gols i guanyant 2 lligues, 2 copes, 1 Supercopa espanyola, així com la Recopa d'Europa de 1997 enfront del Paris Saint-Germain FC i la Supercopa d'Europa de 1997. Tanmateix al comptar cada cop menys per al tècnic Louis Van Gaal, en finalitzar la temporada 1998/99 marxà lliure al Celta de Vigo, equip amb el qual disputà 24 partits i anotà un gol.
La temporada 2000/01 fitxa pel Reial Madrid i, malgrat començar com a titular, la seva participació en l'equip anà disminuint amb el pas de les temporades, arribant a ésser cedit al Girondins de Bordeus la temporada 2003/04, on disputà 27 partits i anotà 3 gols. Després de la cessió retornà al club castellanolleonès on jugà el seu últim any de contracte amb l'entitat blanca, això no obstant, del seu pas pel Reial Madrid Celades obtingué 2 Lligues, 1 Supercopa d'Espanya, 1 Supercopa d'Europa, així com la Copa d'Europa de 2002 enfront del Bayer 04 Leverkusen i la Copa Intercontinental de 2002 enfront l'Olimpia Asunción.
Després del seu pas pel Reial Madrid marxà lliure al Reial Saragossa, on jugà durant tres temporades. En finalitzar el contracte, al final de la temporada 2007-2008, el Reial Saragossa decideix no renovar-lo quedant-se sense equip.
Després d'un temps entrenant-se en solitari, el febrer del 2009 fitxa a prova pel Red Bull de Nova York i un mes després esdevé membre oficial de la plantilla i disputa la MSL.
Finalment es retirà el 24 d'octubre de 2009, encara que alguns diaris esportius informaren que el Getafe CF li hauria fet una oferta per a incorporar-lo al mercat d'hivern de la temporada 2009-2010.
En la seua etapa com a entrenador, va començar com a segon de Julen Lopetegui al Reial Madrid. L'11 de setembre de 2019 va passar a entrenar el seu primer equip, el València CF, substituint en la banqueta a Marcelino García Toral.

## Palmarès
- 1 Copa Intercontinental: 2002 (Reial Madrid)
- 1 Recopa d'Europa: 1997 (FC Barcelona)
- 2 Supercopes d'Europa: 1997 (FC Barcelona) i 2002 (Reial Madrid)
- 4 Lligues espanyoles: 1998, 1999 (FC Barcelona), 2001 i 2003 (Reial Madrid)
- 2 Copa del Rei: 1997 i 1998 (FC Barcelona)
- 2 Supercopes d'Espanya: 1996 (FC Barcelona) i 2001 (Reial Madrid)

## Selecció espanyola
Celades ha jugat en quatre ocasions amb la selecció espanyola. Va debutar el 3 de juny de 1998 en un amistós contra Irlanda del Nord.
Va ser convocat per al Mundial de 1998 on disputà 2 partits.

## Selecció catalana
Ha estat 9 vegades internacional amb Catalunya i ha marcat un gol.

## Selecció andorrana
El 1998, Celades va manifestar que li hagués agradat jugar amb la Selecció Andorrana, però que no era possible, ja que no tenia la nacionalitat andorrana:
| « | Hi jugaries (amb Andorra) si poguessis? — Sí, per què no? El que passa és que ja he jugat amb la selecció espanyola i, a més, no sóc andorrà. Ara mateix és impossible. | » |